# Marquage Battenburg

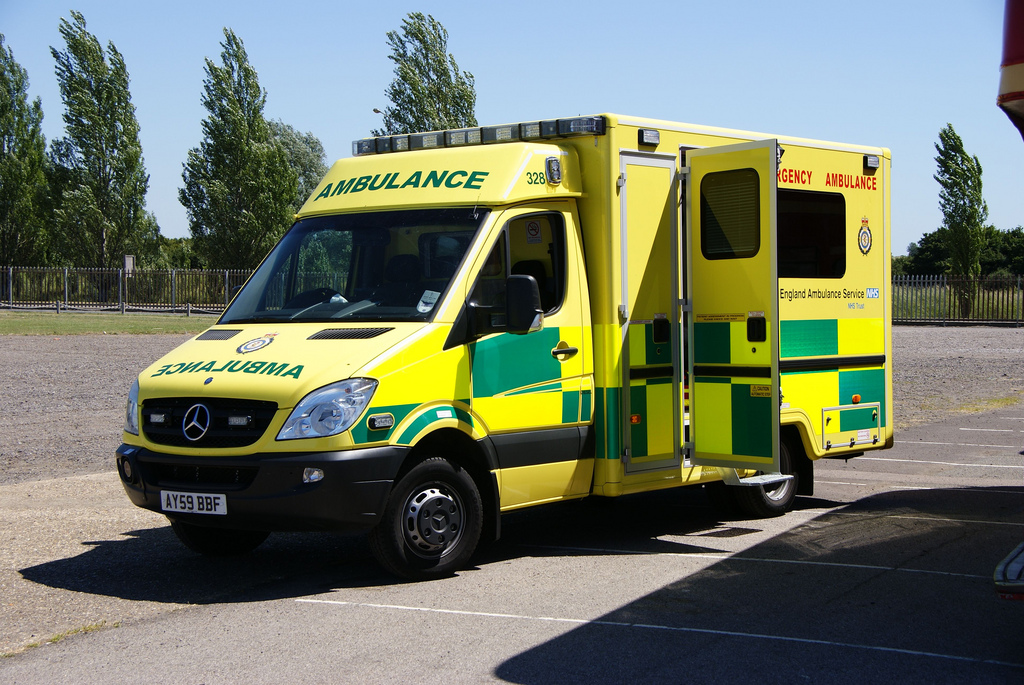
Une ambulance britannique portant le marquage Battenburg

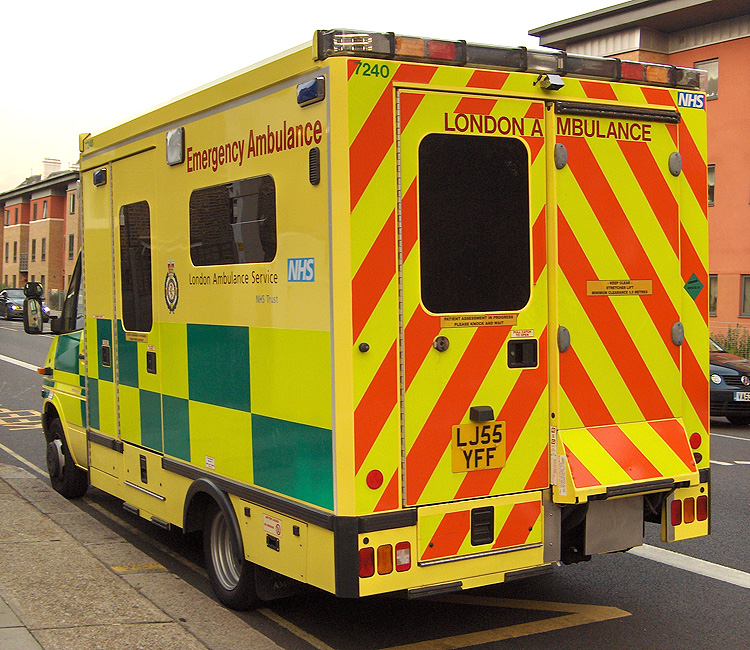
Une ambulance de Londres, représentée avec des marquages de Battenburg sur le côté et des chevrons à l'arrière.

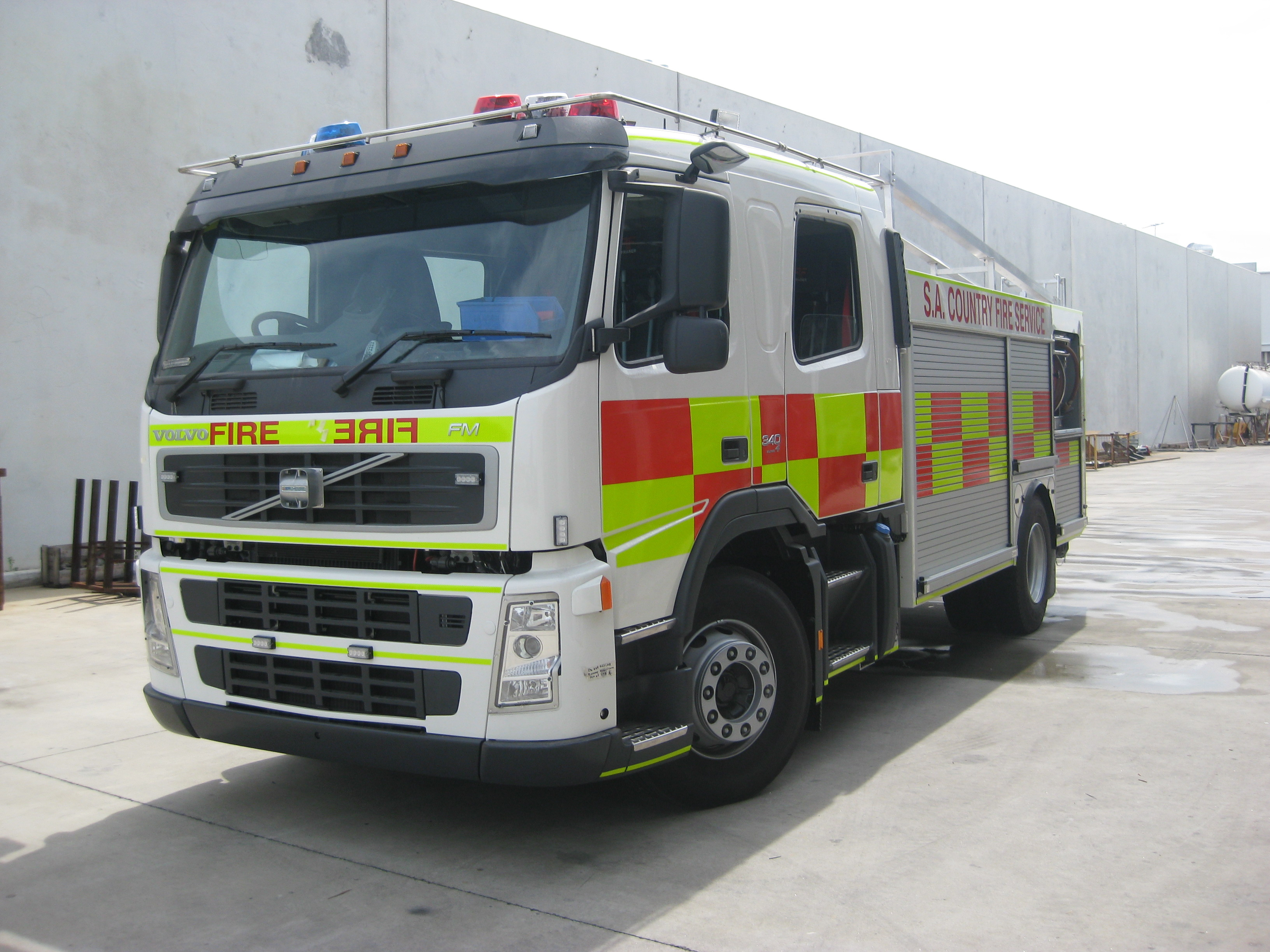
Un véhicule de protection contre les incendies en Australie avec des marques rouges et jaunes

Les marquages Battenburg ou marquages Battenberg sont des marquages haute visibilité principalement utilisés sur les flancs des véhicules des services d'urgence dans plusieurs pays européens, ainsi qu'en Nouvelle-Zélande, en Australie, à Hong Kong et à Trinité-et-Tobago. Le nom vient de son apparence similaire à la coupe transversale d'un gâteau Battenberg.

## Historique

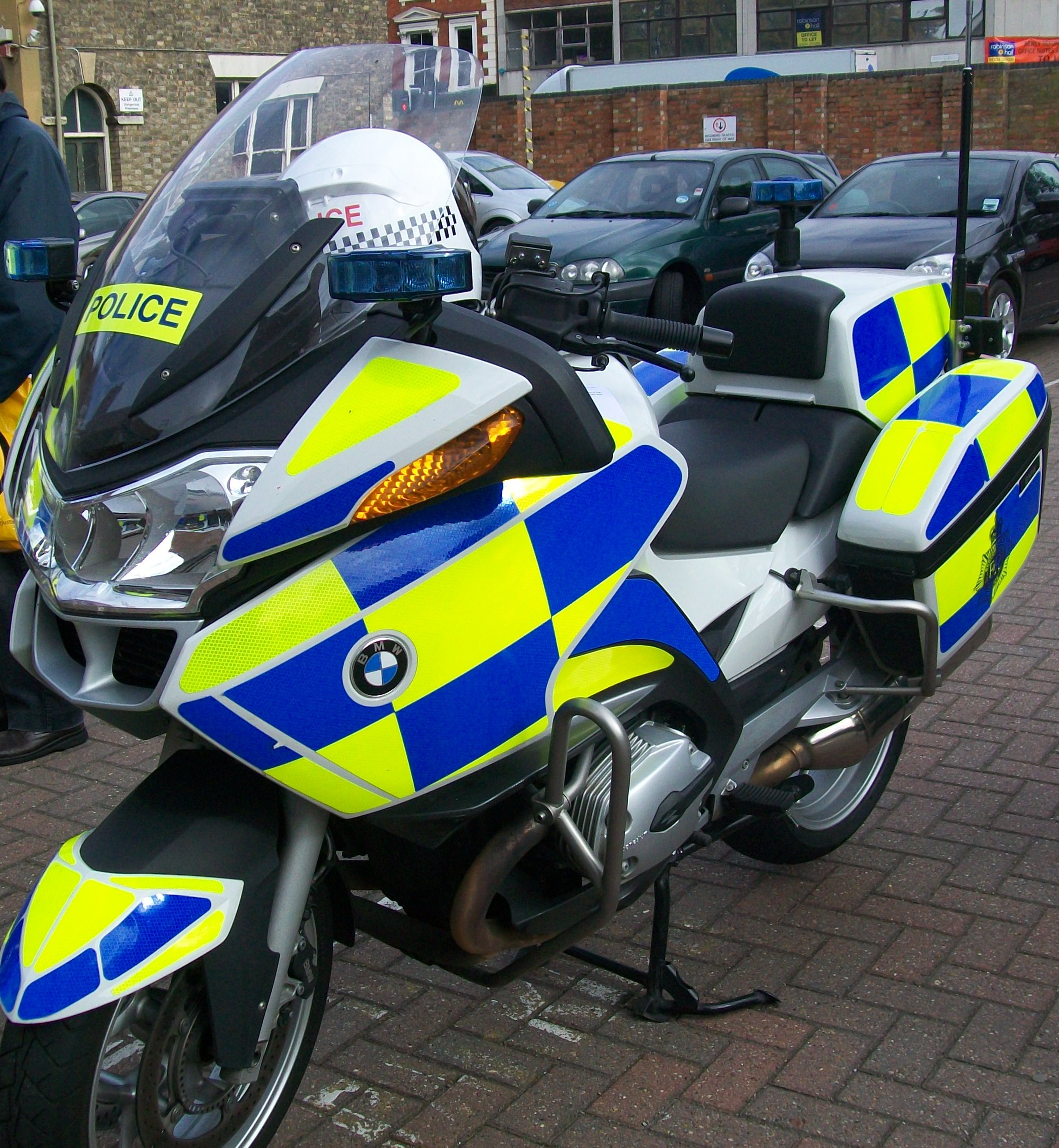
Une moto de la police britannique avec des marques réfléchissantes

Les marquages de Battenburg ont été développées au Royaume-Uni au milieu des années 1990 par la Direction du développement scientifique de la police (PSDB) (maintenant le Centre de veille interne pour la science et la technologie appliquées (CAST)) à la demande du sous-comité national de la police des autoroutes de l'Association des chefs de police. Ils ont d'abord été développés pour que les forces de police du Royaume-Uni les utilisent pour leurs voitures de patrouille, bien que d'autres organisations privées et les services de secours civils aient depuis commencé à utiliser ce modèle sur leurs véhicules.
L’objectif était de créer une livrée pour les véhicules de police des autoroutes et des grandes routes, afin d’optimiser la visibilité des véhicules arrêtés, à la lumière du jour et sous les phares à une distance minimale de 500 mètres, et qui marqueraient distinctement les véhicules comme des véhicules de police.
Les objectifs de recherche clés comprenaient :
- Améliorer la visibilité des agents et des véhicules afin de réduire le risque d'accidents de la route lors desquels un véhicule n'est pas remarqué.
- Reconnaissable en tant que véhicule de police à une distance de 500 mètres en plein jour.
- Participer aux activités de police à haute visibilité pour rassurer le public et dissuader les infractions au code de la route.
- Identifiable à l'échelle nationale en tant que véhicule de police.
- Une option neutre du point de vue des coûts par rapport au coût moyen des marquages actuels.
- Accepté par au moins 75% du personnel.

## Perceptibilité

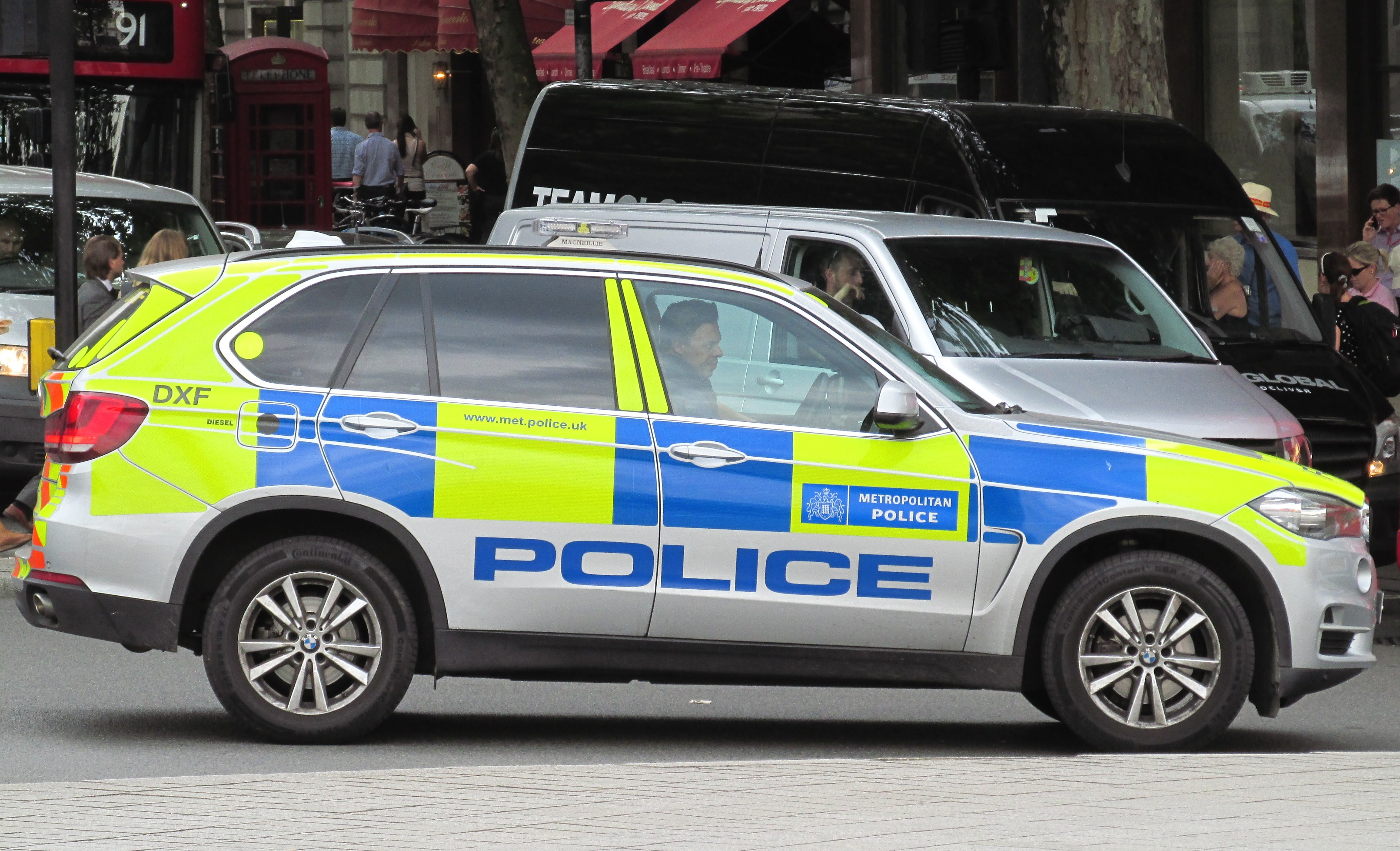
Une BMW X5 du Metropolitan Police Service avec des marquages Battenburg.

La conception Battenburg utilise un motif régulier et le contraste entre une couleur claire et une couleur sombre pour augmenter la visibilité de l’œil humain. La couleur plus claire est fluorescente (telle que le jaune fluorescent) pour une meilleure visibilité pendant la journée et en particulier au crépuscule et à l'aube. Pour la visibilité de nuit, le schéma complet est rétroréfléchissant.
Le marquage Battenburg comporte généralement deux rangées de rectangles alternés, commençant généralement par le jaune dans le coin supérieur, puis par la couleur alternée, le long des côtés du véhicule. La plupart des voitures utilisent deux lignes de bloc (système dit «full-Battenburg»). Certains modèles de voitures n'utilisent qu'une seule rangée (système dit «demi-Battenburg») ou une rangée et demie.
Les marques de motif peuvent avoir un effet de camouflage, dissimulant les contours du véhicule, en particulier devant un fond encombré,. Cela peut être évité avec le marquage Battenburg par les moyens suivants:
- Les rectangles de motif ne doivent pas être trop petits pour permettre une résolution optique à distance. La taille du rectangle doit être au minimum de 600 x 300 mm[1]. Un modèle de voiture typique consiste en sept blocs le long du côté du véhicule. (En outre, un nombre impair de blocs permet aux deux blocs d'angle supérieurs d'avoir la même couleur fluorescente)
- Le contour du véhicule d’une voiture doit être clairement indiqué en couleur fluorescente le long des montants du toit.
- Les conceptions comportant plus de deux rangées de blocs doivent être évitées, même pour les véhicules plus hauts. Au lieu de cela, il est préférable d'utiliser une grande surface de couleurs simples ou fluorescentes.
- Les conceptions hybrides de marquages de Battenburg et autres modèles haute visibilité doivent être évitées[5].

La livrée Battenburg n’est pas utilisée à l’arrière des véhicules, mais la majorité des utilisateurs utilisent des chevrons orientés vers le haut, en jaune et rouge à l’arrière, conformément aux marquages utilisés par les autres usagers de la route.

### Sillitoe Tartan

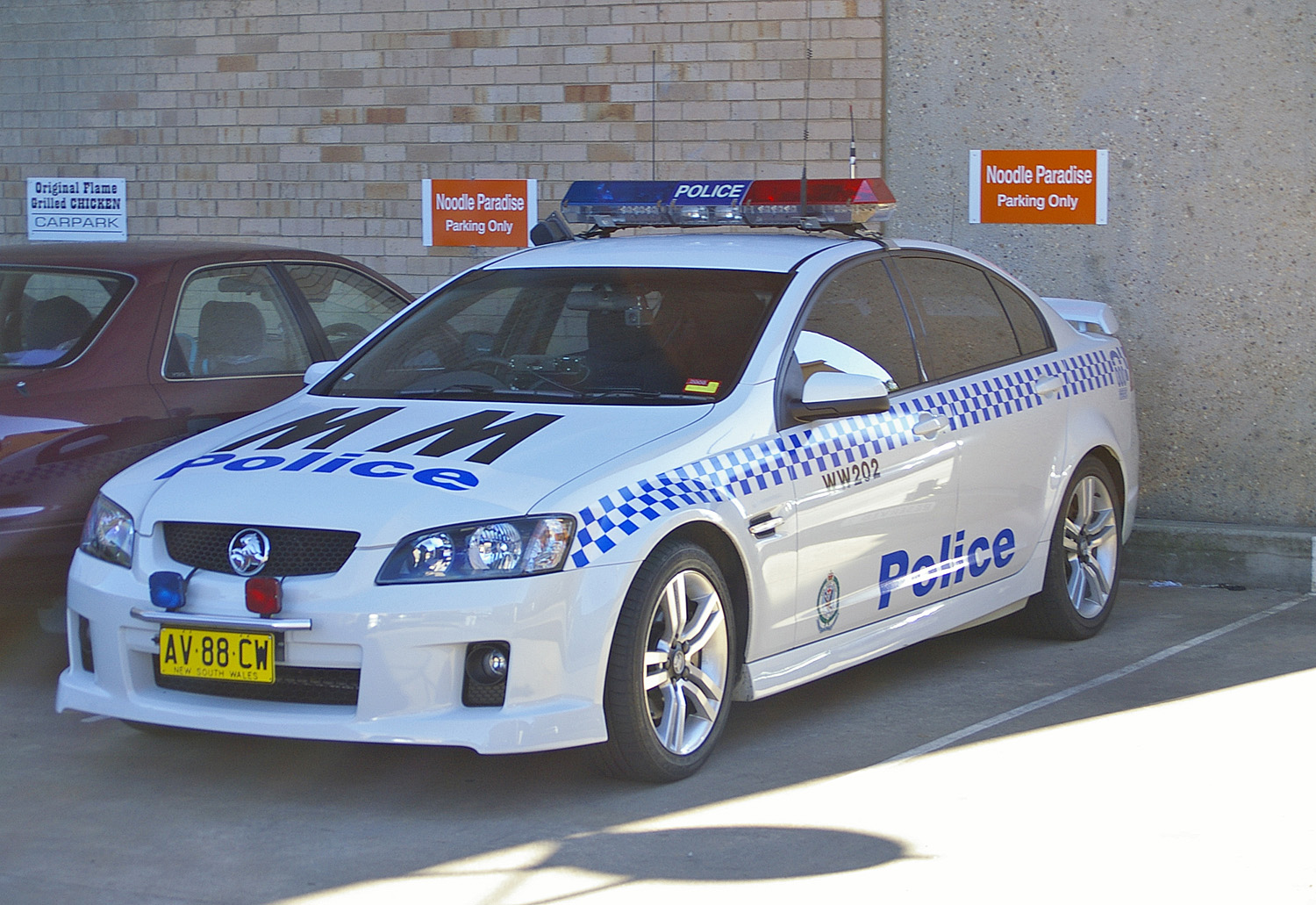
Holden Commodore servant de véhicule de patrouille routier en Australie avec le marquage Battenburg bleu et blanc de Sillitoe

Lors du développement des marquages de Battenburg, l’une des fonctions principales était d’identifier clairement un véhicule comme étant lié à la police. En plus des avantages des tests d’efficacité, le motif rappelait également le motif en damier noir et blanc ou bleu et blanc du Sillitoe Tartan (en), introduit pour la première fois par la City of Glasgow Police (en) dans les années 1930, puis adopté comme symbole des services de police à travers le Royaume-Uni mais aussi à Chicago, en Australie, et en Nouvelle-Zélande.
Après le lancement des marquages des véhicules, la police a inséré des marques rétro-réfléchissantes en Sillitoe Tartan sur leurs uniformes, généralement en bleu et blanc.
Les motifs du Sillitoe Tartan identifient les véhicules comme étant associés à la police et parfois à d’autres services d’urgence, mais ne fournissent pas une grande visibilité.

## Sécurité
L’un des objectifs de la visibilité est de réduire les accidents dus à la non-observation d’un véhicule d’urgence dans une situation peu habituelle, par exemple lorsque celui ci est arrêté sur une voie de circulation, circule à une vitesse différente ou alors circule dans une direction différente. Les marquages latéraux de Battenburg, associés aux marquages avant et arrière en chevron, sont destinés à réduire les accidents dus aux personnes "regardant mais ne voyant pas". Lors du 3e sommet annuel sur la sécurité des US Emergency Medical Services (EMS) aux États-Unis, plusieurs critiques du marquage de Battenburg ont été formulées, notamment en raison de la difficulté de l’appliquer à des ambulances, des coûts élevés, le motif déroutant provoqué par le chevauchement visuel de plusieurs véhicules Battenburg en stationnement, brisant la forme du véhicule contre des arrière-plans complexes ou avec des portes et des trappes ouvertes, et d’autres combinaisons que jaune/bleu policier moins efficace et parvenant même à se camoufler avec certaines couleurs de carrosserie. Le transfert de ce modèle de la police britannique vers d'autres services et pays a notamment été critiqué. Les chevrons de haute visibilité souvent utilisés à l’arrière et à l’avant des véhicules marqués Battenburg se sont révélés inefficaces pour réduire les collisions par l’arrière; la présence d'un véhicule à l'arrêt sur une route à grande vitesse peut être remarquée, mais le véhicule n'est pas identifié comme étant à l'arrêt, dans de telles situations, le stationnement en biais était un moyen beaucoup plus efficace d'attirer l'attention sur l'immobilité d'un véhicule.

## Usage

### Australie
En Australie occidentale, St. John Ambulance WA utilise des marquages Battenburg vert/jaune sur les ambulances et les véhicules de transport des patients. WA est le seul État à utiliser les marquages Battenburg. Les véhicules de secours d’autres États portent les marques du Sillitoe Tartan.
| Marquages de Battenburg utilisé en Australie |                      |              |
|                                              | St John Ambulance WA | Jaune / Vert |

### Belgique

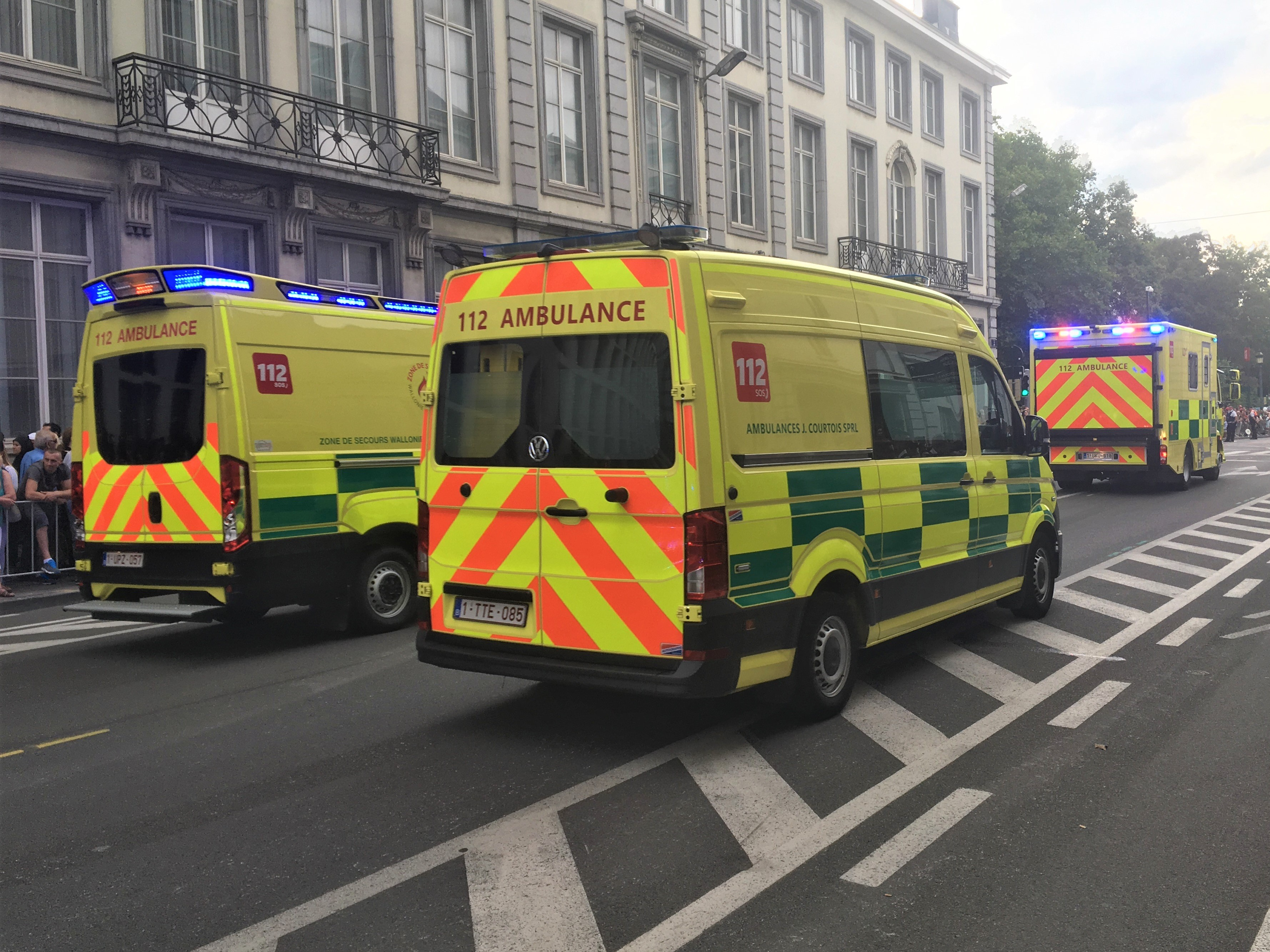
Nouvelles ambulances d'urgence belges avec le marquage Battenburg (2018)

En réponse aux attaques terroristes du 13 novembre 2015 à Paris et du 22 mars 2016 à Bruxelles, le gouvernement fédéral belge a mené une analyse sur le fonctionnement des services d'urgence lors d'attaques terroristes. Le principal problème identifié en ce qui concerne les services médicaux d'urgence était que leur lisibilité (des véhicules et du personnel) devait être améliorée, afin que les travailleurs des services d'urgence puissent identifier plus rapidement des prestataires de soins médicaux qualifiés lors d'une intervention. Le gouvernement fédéral, les collectivités et les régions sont convenus de mettre en œuvre les mêmes nouveaux marquages et uniformes de véhicules. Plus précisément, les ambulances d'urgence et les véhicules d'intervention conserveraient la couleur de base jaune, tandis que les ambulances non d'urgence obtiendraient une couleur de base blanche. Les deux types de véhicules porteraient une marque Battenburg jaune/verte rétroréfléchissante, semblable aux ambulances britanniques. Un nouvel uniforme pour le personnel médical a également été introduit, avec différentes couleurs pour l'étoile de vie pour les différents types de travailleurs.
Outre les véhicules à usage médical, certains nouveaux véhicules des services d'incendie, de protection civile et de services routiers portent également des marques Battenburg respectivement jaune/rouge, bleu/orange et jaune/noir.
| Marquages de Battenburg utilisés en Belgique |                                                 |                     |
|                                              | Services médicaux d'urgence                     | Jaune / Vert        |
|                                              | Services d'incendie (en test)                   | Jaune / Rouge       |
|                                              | Assistance routière (Flandre) Taxis (Bruxelles) | Jaune / Noir        |
|                                              | Protection civile                               | Orange / Bleu       |
|                                              | Police (en test)                                | Jaune / Bleu Marine |

### Allemagne
Tous les véhicules de secours en Bavière, achetés de manière uniforme depuis 2017, ont été équipés du marquage Battenburg.
|  | Croix-Rouge allemande | Orange / Jaune |

### Hong Kong

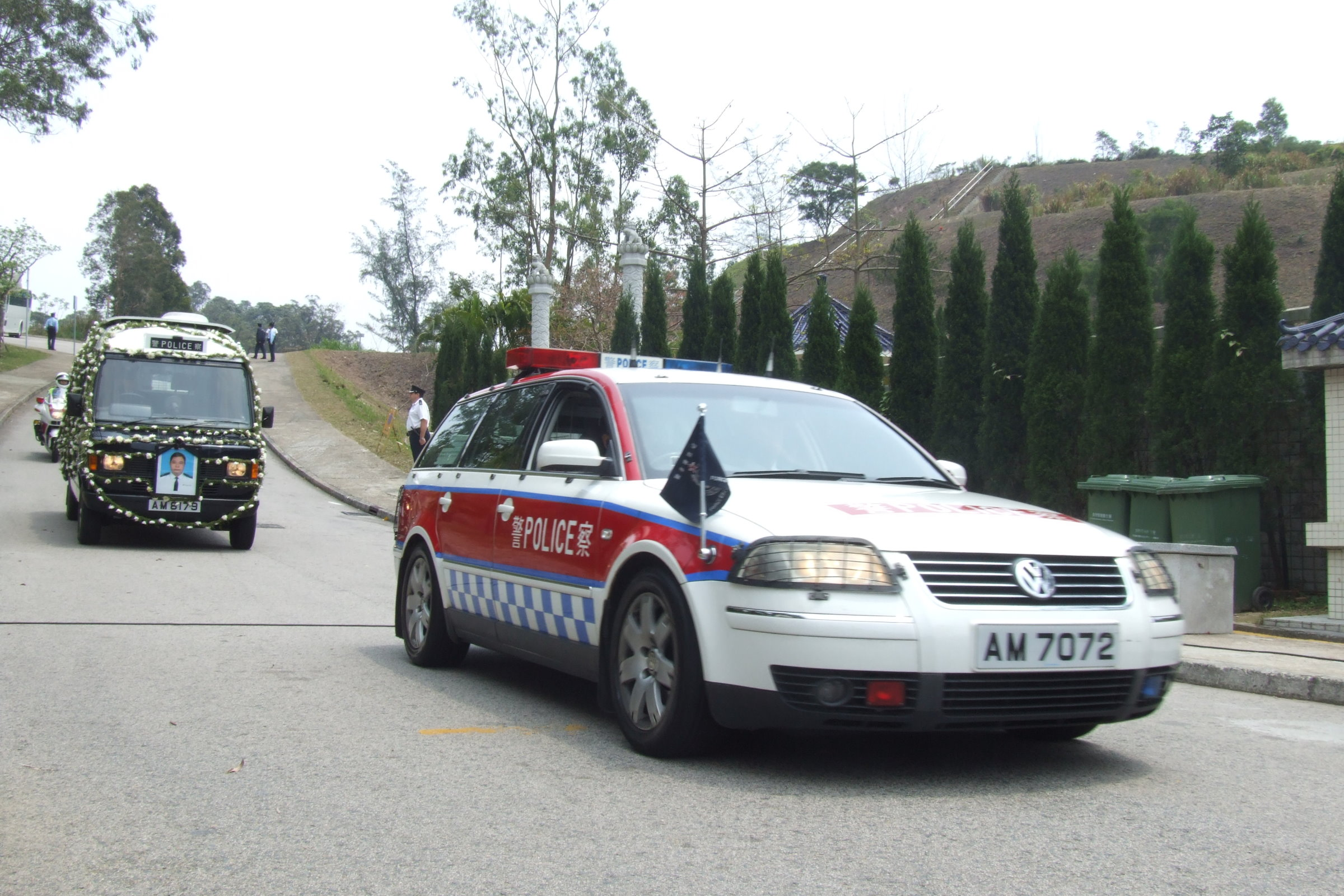
Un véhicule de la police de Hong Kong portant le marquage Battenburg

Hong Kong était un territoire britannique jusqu'en 1997. Certains véhicules d'urgence et véhicules spéciaux des forces de police de Hong Kong, des services d'incendie de Hong Kong, des services médicaux auxiliaires et de St. John Ambulance Hong Kong portent des marquages Battenburg.
| Marquages de Battenburg utilisés à Hong Kong                                                                                        |                                                                                    |               |
| | Police, quartier général de la circulation                                         | Jaune / Bleu  |
| | Police, quelques autres véhicules                                                  | Blanc / Bleu  |
| | Service des incendies, Centre mobile de traitement des blessés                     | Jaune / Vert  |
| | Service des incendies, camion pour matières dangereuses et moto à incendie         | Jaune / Rouge |
| Service des incendies, unité de publicité mobile et autobus éducatif pour la sécurité incendie                                      |                                                                                    | Jaune / Rouge |
| Service des incendies, Service d'assistance médicale d'urgence, motocycle, véhicule d'intervention rapide et équipement paramédical |                                                                                    | Jaune / Rouge |
| | Service d'incendie, unité de commandement mobile et voiture de commandement avancé | Blanc / Rouge |
| | Service médical auxiliaire, moto paramédicale                                      | Jaune / Vert  |
| Hong Kong St. John Ambulance |                                                                                    | Jaune / Vert  |

### Irlande

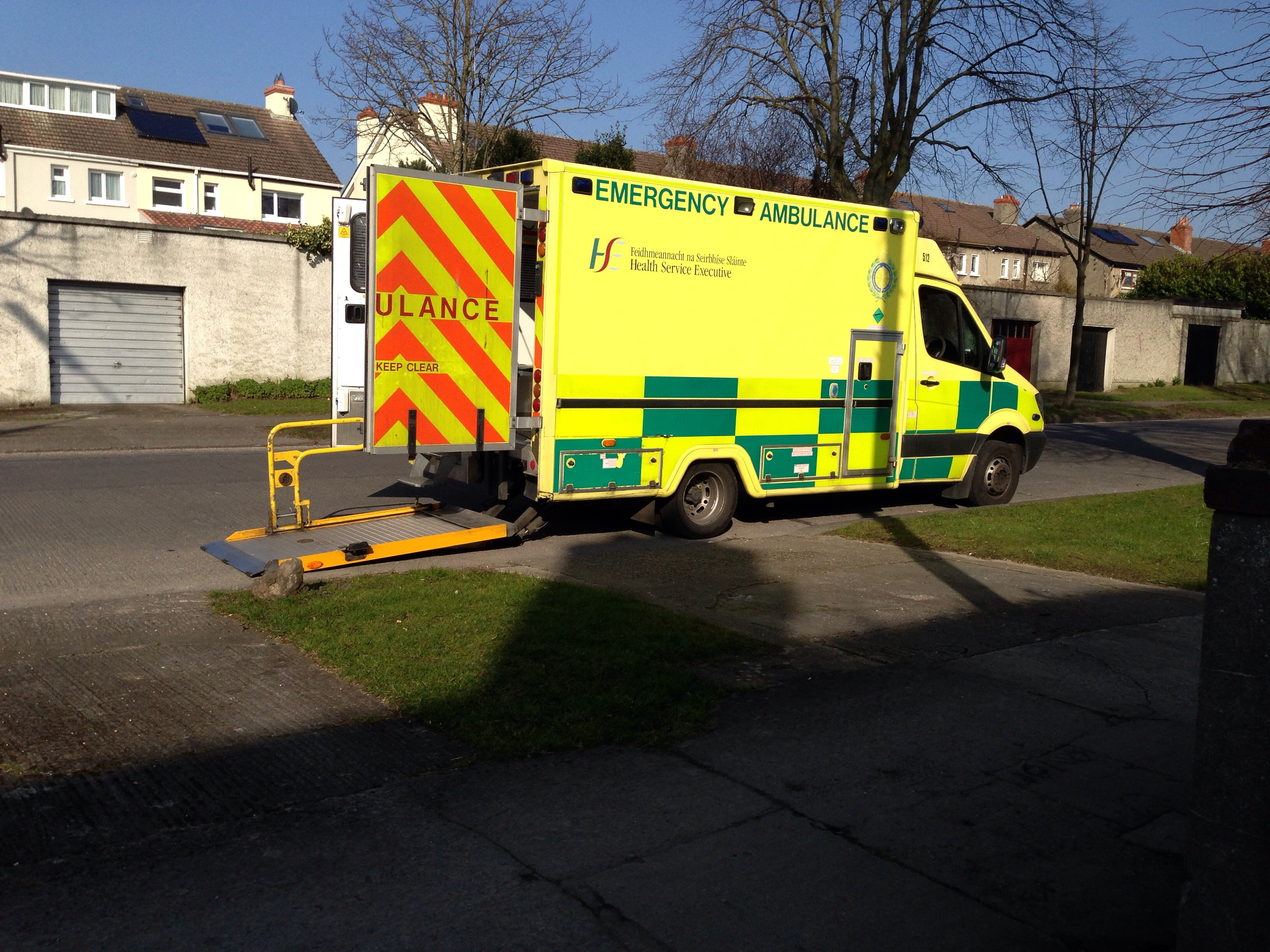
Ambulance à Dublin, en Irlande

En Irlande, un système similaire au Royaume-Uni est utilisé avec quelques variantes.

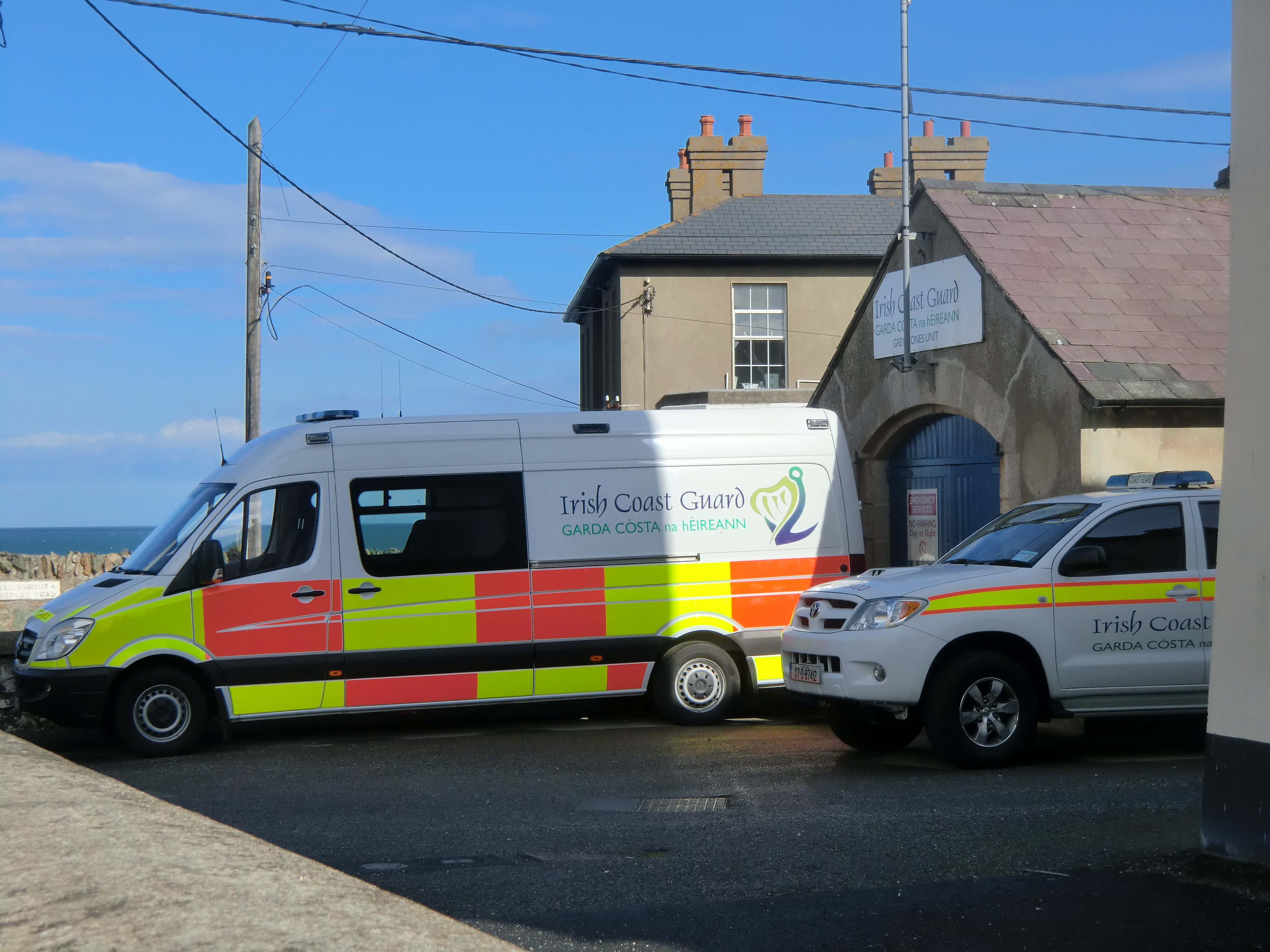
Véhicules du CIRG

| Marquages de Battenburg utilisés en Irlande |                                     |                |
|                                             | Garda Síochána (police)             | Jaune / Bleu   |
|                                             | HSE National Ambulance Service (en) | Jaune / Vert   |
|                                             | Pompiers                            | Jaune / Rouge  |
|                                             | Civil Defence                       | Bleu / Orange  |
|                                             | Garde-côte                          | Orange / Jaune |
|                                             | Sauvetage en montagne               | Blanc / Orange |

### Nouvelle-Zélande
La police néo-zélandaise utilise des marquages jaunes/bleues Battenburg sur certains véhicules. Jusqu'en octobre 2008, les véhicules des services généraux étaient marqués en orange et en bleu, les symboles en jaune et bleu pour les unités de patrouille routière; l'orange et bleu ont été éliminés en 2014. Les ambulances néo-zélandaises du St John's Ambulance Service et du Wellington Free Ambulance portent des marquages Battenburg (vert et jaune) ou des rangées de demi-chevrons verts et jaunes. Le 1er juillet 2017, les organismes de lutte contre les incendies urbains et ruraux de la Nouvelle-Zélande ont fusionné pour former le Fire and Emergency New Zealand, avec un nouveau marquage comprenant des marquages Battenburg destinés à être déployés sur la flotte.
| Marquages de Battenburg utilisés en Nouvelle-Zélande |                                             |               |
|                                                      | Police                                      | Jaune / Bleu  |
|                                                      | St John Ambulance/Wellington Free Ambulance | Jaune / Vert  |
|                                                      | Fire and Emergency New Zealand              | Jaune / Rouge |

### Suède

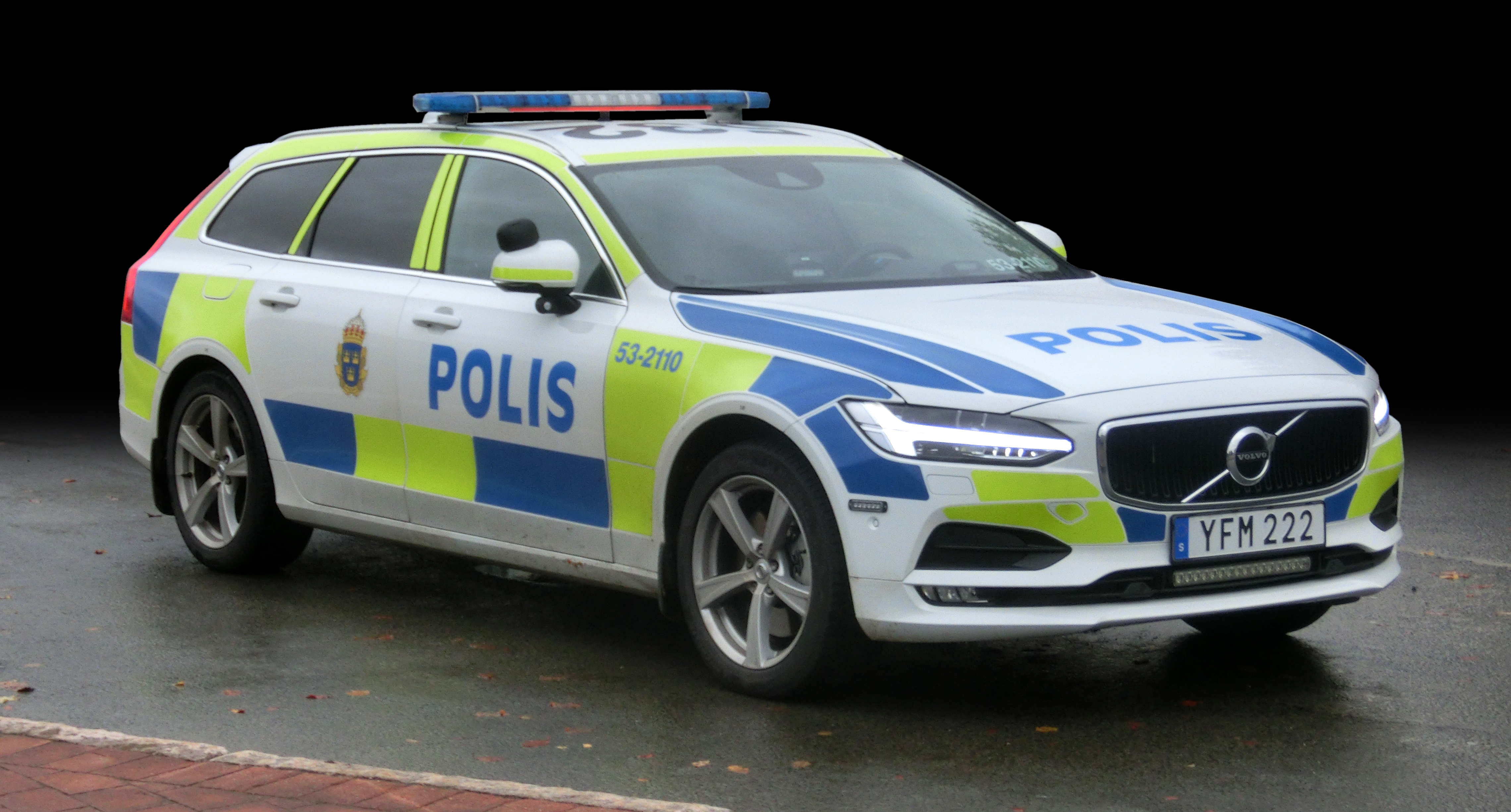
Voiture de police suédoise (Volvo V90) avec marquage Battenburg (2017)

À l'origine, les véhicules de la police suédoise étaient peints avec des toits et des portes noirs ou des toits et des capots noirs. C'était une nécessité en raison de la neige intense en Suède. Au cours des années 1980, les voitures sont devenues blanches avec le mot "Polis" inscrit sur le côté dans une police de caractères semi-futuriste. Plus tard, la livrée est devenue simplement bleue et blanche, puis en 2005, elle a été remplacée par une livrée Battenburg bleu clair et jaune fluorescent. La plupart des voitures de police suédoises sont des Volvo ou des Saab, portant la même livrée dans toute la Suède. Une tendance récente en Suède consiste également à utiliser les marques Battenburg sur les véhicules d’entretien des routes. Ceux-ci sont marqués en orange/bleu, comme sur les véhicules des chemins de fer britanniques présenté ci-dessous. Une étude réalisée par l'administration suédoise des routes a montré un effet d'apaisement important du trafic lorsque le marquage orange/bleu Battenburg était utilisé pour améliorer la visibilité des véhicules d'entretien des routes.
| Marquages de Battenburg utilisés en Suède |                      |               |
|                                           | Police               | Jaune / Bleu  |
|                                           | Ambulance            | Jaune / Vert  |
|                                           | Pompiers             | Jaune / Rouge |
|                                           | Entretien des routes | Bleu / Orange |

### Suisse

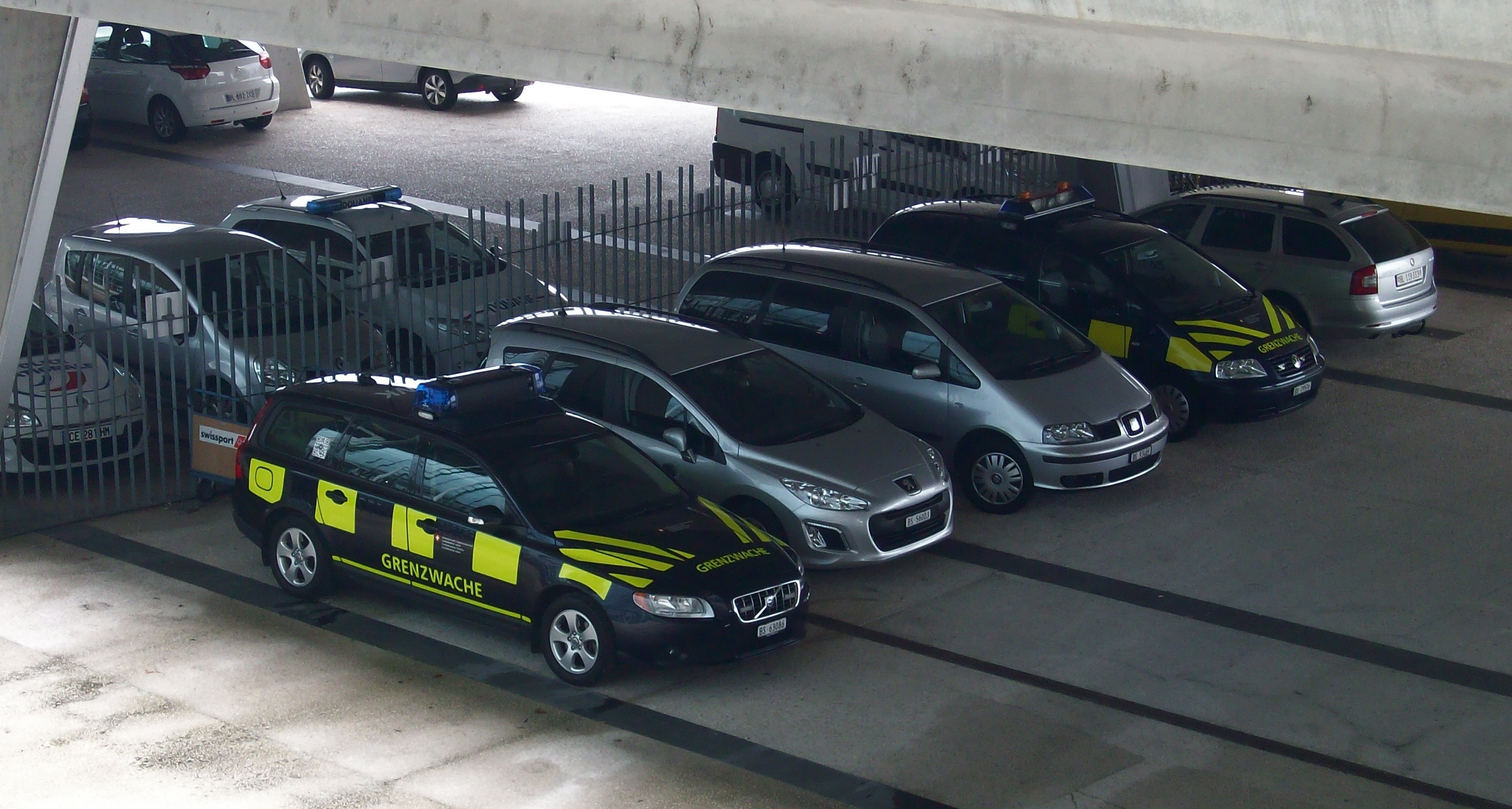
Véhicules suisses

Le premier service d'ambulance suisse portant le marquage Battenburg est le service médical d'urgence de Zofingue. Depuis 2008, le marquage Battenburg est appliqué sur un Volkswagen Crafter et un Mercedes Sprinter. Ils utilisent des marquages de couleur blanche/rouge sur leurs unités de santé lourdes.
Depuis octobre 2018, Genève Team Ambulances, un service genevois utilise également le marquage de Battenburg (jaune et vert) pour sa flotte de véhicules sanitaire[réf. nécessaire].
Les gardes frontière suisses utilisent un marquage jaune citron et bleu.
| Marquage de Battenburg utilisé en Suisse |                            |                     |
|                                          | Corps des gardes-frontière | Jaune / Bleu Marine |

### Royaume-Uni

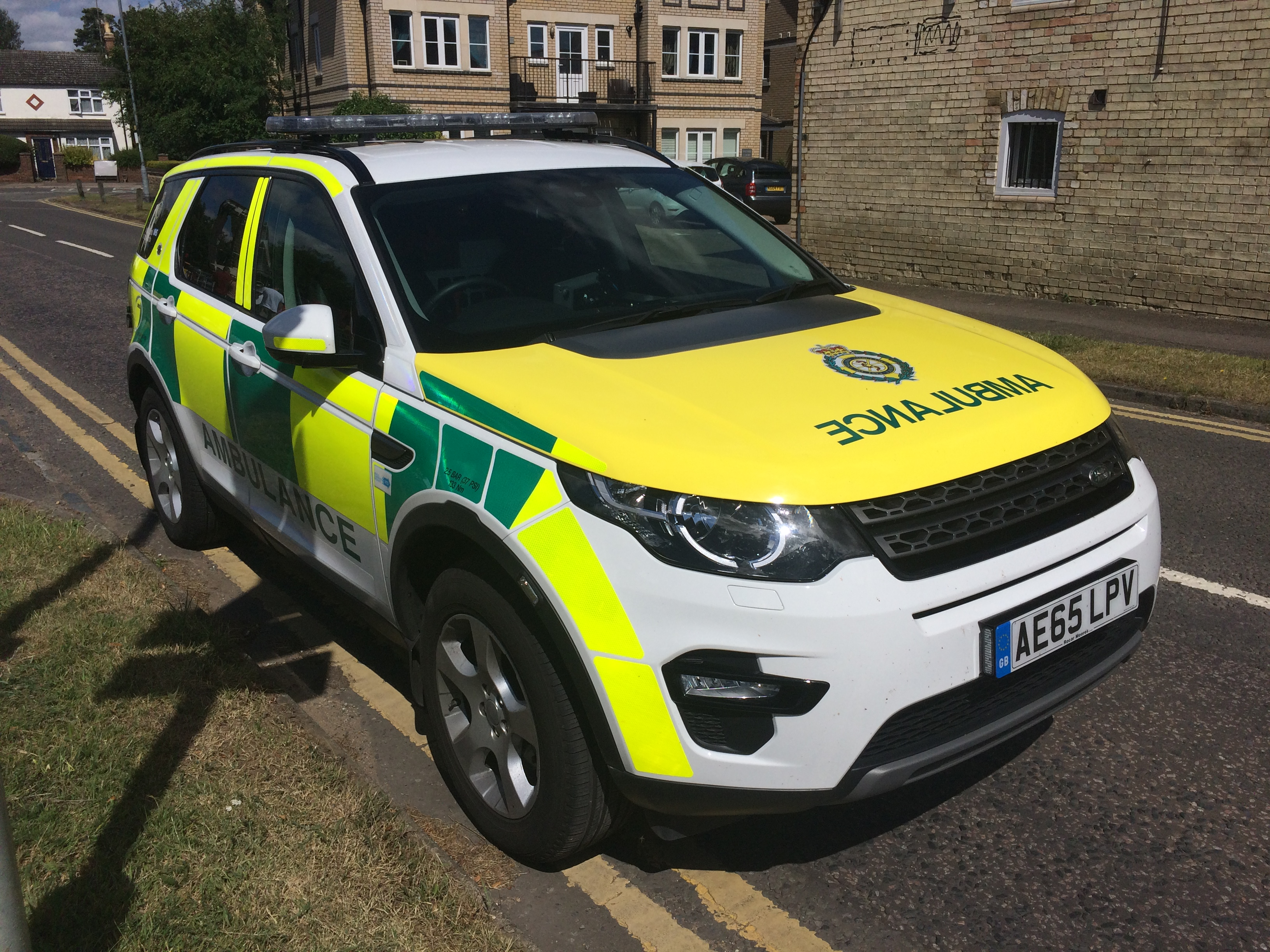
Une ambulance avec des marquages latéraux Battenburg.

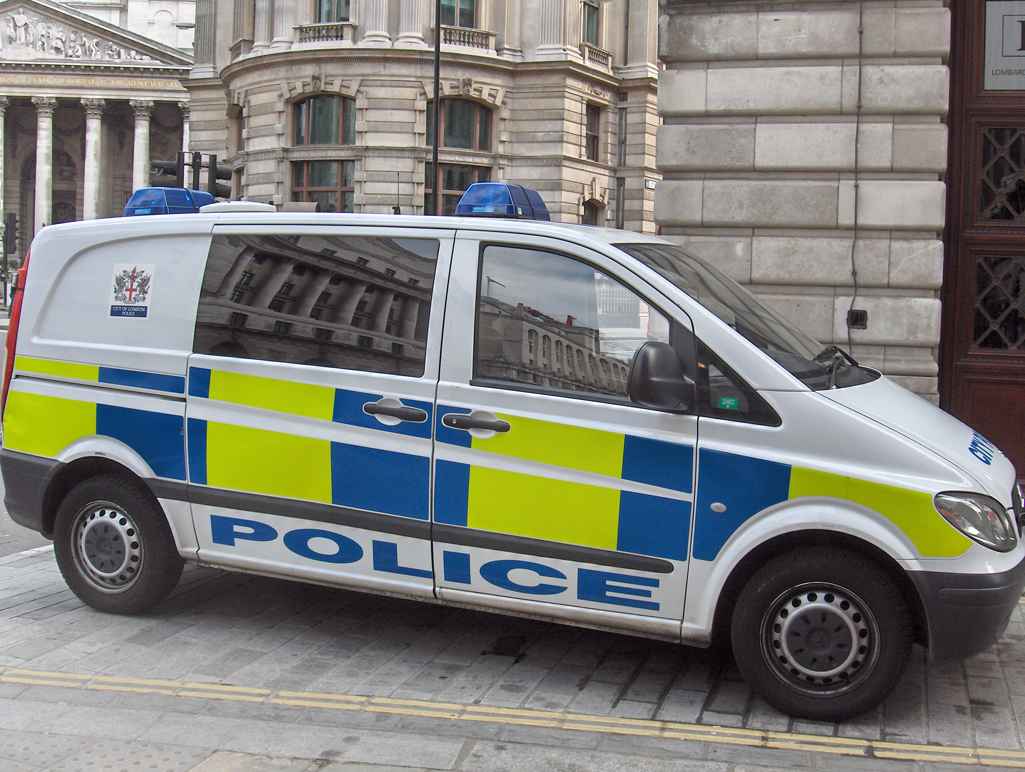
Fourgon de police de la ville de Londres avec marquages Battenburg

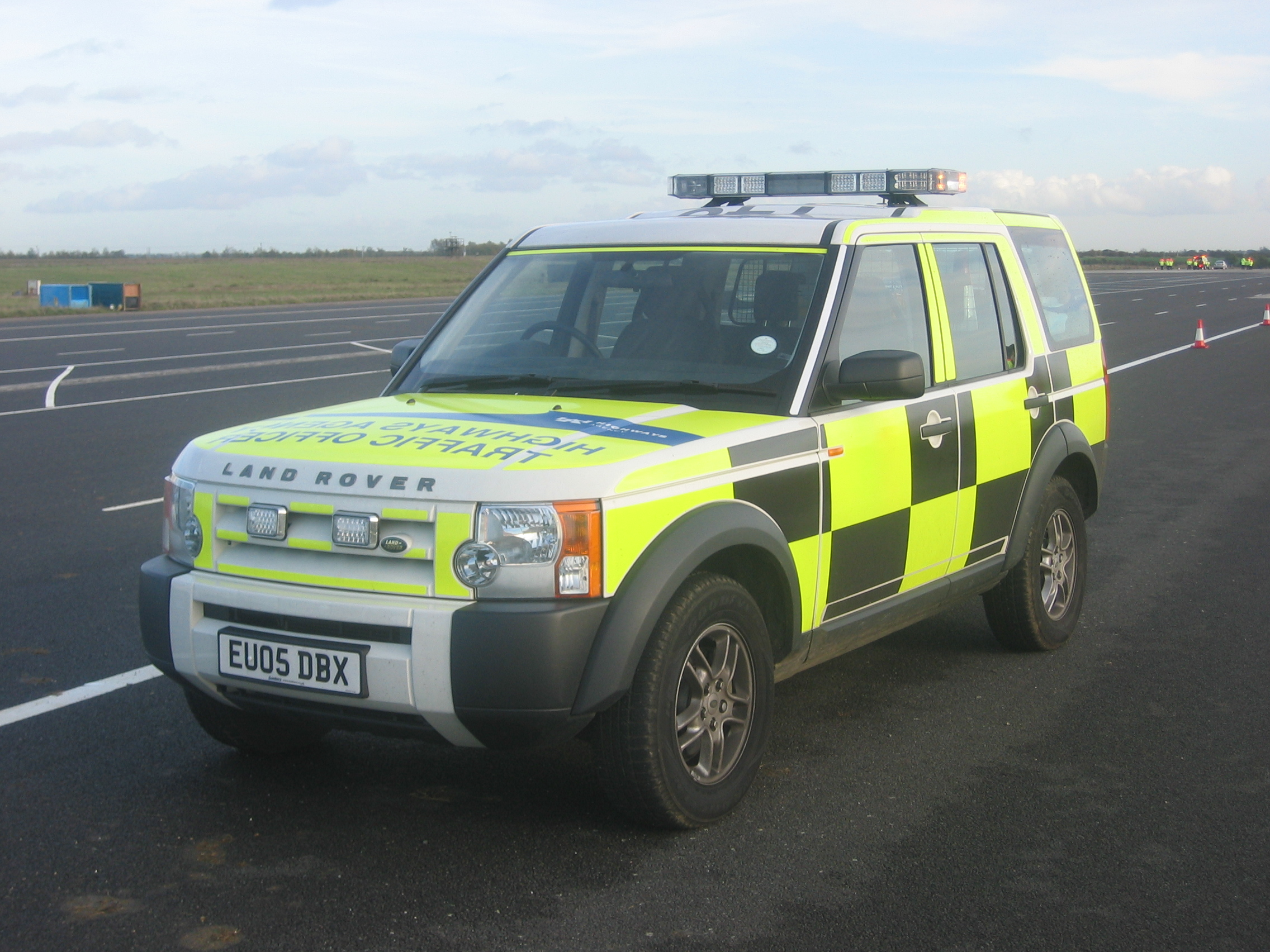
Un véhicule typique d'agent de la circulation de la Highways Agency en noir et jaune

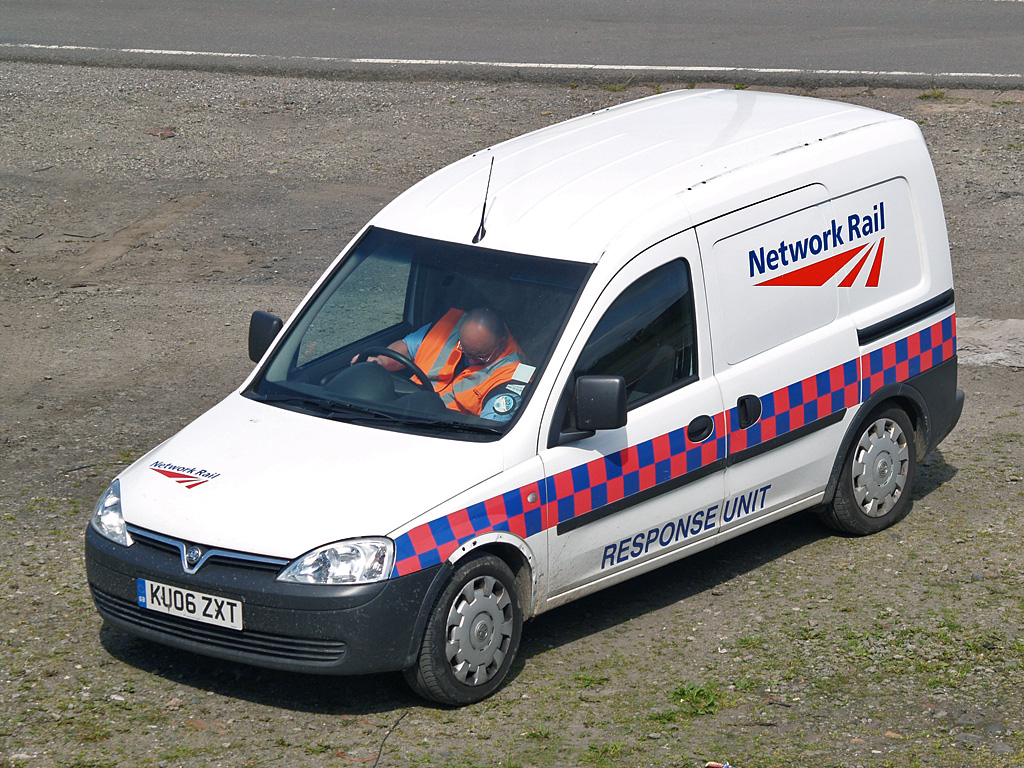
Une fourgonnette Network Rail avec une bande étroite Battenburg orange et bleue

Au Royaume-Uni, la plupart des services d’urgence ont adopté le style de marquage Battenburg, près de la moitié des forces de police l’ayant adopté trois ans après son introduction et plus des trois quarts en 2003.
En 2004, à la suite de l’adoption et de la reconnaissance généralisées des marquages Battenburg sur les véhicules de police, le Home Office a recommandé que tous les véhicules de police, et pas seulement ceux affectés à la police de la route, utilisent la livrée «moitié Battenburg», officialisant la pratique de plusieurs forces.
Au Royaume-Uni, chaque service d'urgence s'est vu attribuer une couleur plus sombre spécifiée en plus du jaune, la police continuant à utiliser du bleu, les ambulances utilisant le vert et les services d'incendie leur rouge traditionnel. D'autres organismes gouvernementaux, tels que les services de contrôle de l'immigration, ont adopté une variante, sans utiliser le jaune réfléchissant.
L’utilisation de ces couleurs dans les matériaux rétroréfléchissants est régie par le Règlement de 1989 sur l’éclairage des véhicules routiers; seuls les véhicules autorisés peuvent légalement utiliser du matériau réfléchissant orange (et du rouge à l’arrière du véhicule),. Un certain nombre d'organisations civiles ont également adopté le modèle, qui n'est pas protégé légalement, et un certain nombre d'entre elles utilisent également d'autres couleurs réfléchissantes.
Une alternative à l'utilisation de matériaux réfléchissants est l'utilisation de marquages fluorescents ou autres non réfléchissants, qui peuvent être utilisés par tout véhicule.
| Marquages de Battenburg utilisés au Royaume-Uni, |                                                                  |                         |
|                                                  | Police Forces                                                    | Jaune / Bleu            |
|                                                  | Ambulance and Doctors                                            | Jaune / Vert            |
|                                                  | Fire and Rescue                                                  | Jaune / Rouge           |
|                                                  | NHS Blood and Transplant (en), Moto médicale (transport du sang) | Jaune / Orange          |
|                                                  | Highways England (en) and DVSA (en)                              | Jaune / Noir            |
|                                                  | Rail Response                                                    | Orange / Bleu           |
|                                                  | Mountain Rescue (en)                                             | Blanc / Orange          |
|                                                  | HM Coastguard                                                    | Jaune / Bleu Marine     |
|                                                  | Immigration Enforcement (en)                                     | Bleu ciel / Bleu Marine |
|                                                  | Highways England maîtrise d'œuvre                                | Rose / Noir             |

### États-Unis
Les marquages de Battenburg sur les véhicules des forces de l'ordre aux États-Unis sont rares. Cependant, le département de police de la municipalité de Miami, dans l'Ohio, utilise des marques similaires à celles trouvées au Royaume-Uni sur leurs voitures de police.